# 454 Mathesis
Mathesis (asteroide 454) é um asteroide da cintura principal com um diâmetro de 81,57 quilómetros, a 2,33470925 UA. Possui uma excentricidade de 0,11137729 e um período orbital de 1 555,5 dias (4,26 anos).
Mathesis tem uma velocidade orbital média de 18,37532571 km/s e uma inclinação de 6,30070949º.
Esse asteroide foi descoberto em 28 de Março de 1900 por Arnold Schwassmann.